# Ophthalmotilapia
Ophthalmotilapia Pellegrin, 1904 è un piccolo genere di pesci d'acqua dolce appartenenti alla famiglia Cichlidae e alla sottofamiglia Pseudocrenilabrinae.

## Distribuzione e habitat
Tutte le quattro specie classificate sono endemiche del lago Tanganica, uno dei grandi laghi dell'Africa orientale.

## Tassonomia
In questo genere sono riconosciute quattro specie
- Ophthalmotilapia boops (Boulenger), 1901
- Ophthalmotilapia heterodonta (Poll & Matthes), 1962
- Ophthalmotilapia nasuta (Poll & Matthes), 1962
- Ophthalmotilapia ventralis (Boulenger), 1898